# Lunigiana

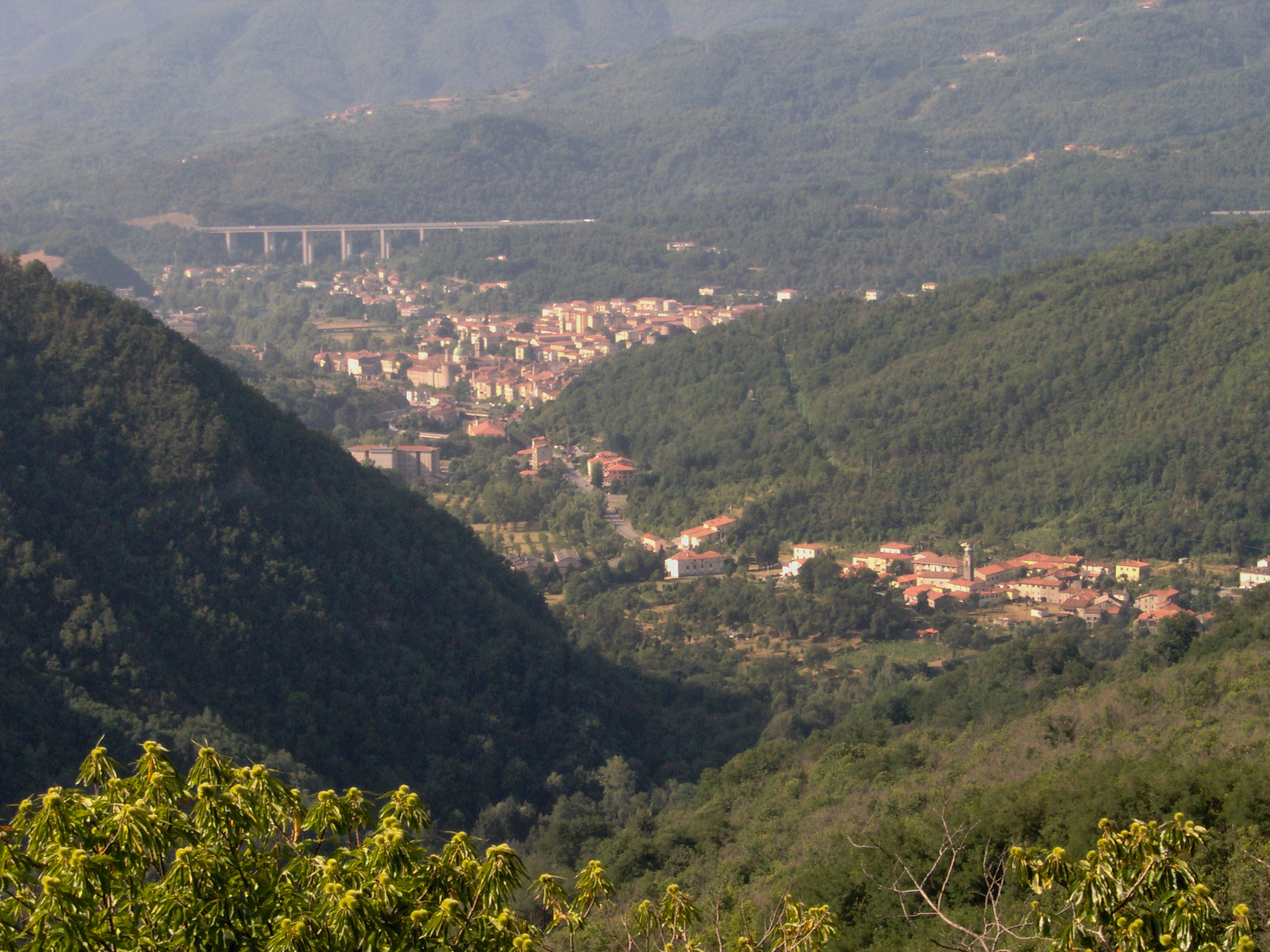
Vista de Lunigiana entre Filattiera i Aulla.

Mapa dels municipis de Lunigiana (en color vermell)

La Lunigiana és un territori històric d'Itàlia, que avui es troba dins de les províncies de La Spezia i Massa i Carrara. Les seves fronteres deriven d'un antic assentament romà, i més tard de la diòcesi de Luni medieval, que ja no existeix.
La Lunigiana, una regió muntanyosa creuada pel riu Magra, cobreix una zona que va des dels monts Apenins fins a la mar Mediterrània, i ara pertany en part a la Toscana i en part a la Ligúria. Pren el nom de Luni, una ciutat romana, potser prèviament un assentament de civilització etrusca, que es va convertir en el principal centre urbà de la costa nord de la Toscana. Els habitants més antics d'aquesta regió podrien haver estat els apuans (del qual deriva el nom de la cadena dels Alps Apuans), un poble antic de Ligúria, així com els etruscs, que podrien haver visitat pobles del litoral i fins i tot els nuclis propers a les rutes de comerç interior. Curiosament, si bé les proves d'assentaments tant romanes com medievals són nombroses, les atractives esteles, estàtues de pedra prehistòriques tardanes i de l'Edat del Bronze, que s'han trobat en gran quantitat en aquesta part de la Toscana segueixen sent el símbol d'aquesta antiga terra. Són la primera expressió de l'art i, potser, de les creences religioses dels pobles que van habitar el nord de la Toscana des de l'època del bronze fins a l'inici de l'Imperi Romà.

## Castells
Durant l'edat mitjana hi havia 160 castells a Lunigiana, només trenta dels quals han arribat a la nostra època en bon estat de conservació, mentre que d'altres com el castell d'Agnino a Fivizzano, estan en ruïnes. Va ser en aquests castells on Dante va trobar un respir durant la seva estada a Lunigiana. Els orígens històrics d'aquests castells es remunten a èpoques en què els llombards van dominar la major part de la Plana Padana i, buscant una sortida a la costa, van trobar als passos de Cisa i Cerreto, a prop de la ciutat de Fivizzano, les maneres més fàcils de creuar els Apenins.
Durant els temps antics, quan el poblament de Luni, fundada per l'antiga Roma el 177 aC, (avui lloc de ruïnes romanes importants i un museu modern) era una ciutat i port pròsper, els romans ja havien construït sòlids llocs defensius al llarg de la Via Aurèlia, una via important que unia Itàlia central amb Lunigiana i des de Lunigiana fins a la carretera de la costa a través de Ligúria i fins a la Gàl·lia (França moderna) i a través dels Apenins fins a la que ara és la província de Reggio de l' Emília. En trams significatius d'aquesta via romana, els llombards després construirien la Via Francígena, per al control de la qual hi havia lluites sagnants i ferotges entre la noblesa local, preocupada pel manteniment del seu domini, així com entre les repúbliques de Pisa i Lucca i, més tard encara, entre Florència, Milà i Gènova.
Els castells més importants de Lunigiana, incloent La Verrucola, el famós castell de Fivizzano que abans va habitar el difunt artista Pietro Cascella, el castell del Piagnaro a Pontremoli, la Rocca de Villafranca, el castell de la família Malaspina a la ciutat de Massa i el poble fortificat de Filetto, s'havien construït arran d'aquestes monumentals lluites pel control de Lunigiana. D'altra banda, quan els Malaspina (una de les dinasties lunigianeses més importants durant l'edat mitjana) van tenir un paper important tant en la política local com en la política del nord d'Itàlia, van construir un gran nombre de castells, que van ser utilitzats com a residències i fortificacions.
Com a regió que controla el pas de la Toscana als territoris del nord de la Llombardia i Parma, així com de la Toscana a les terres orientals de Ligúria i a través dels Apenins fins a Reggio de l'Emília, a Lunigiana es van produir durant segles nombroses guerres entre les dinasties feudals de la regió. Aleshores, per assolir el control d'aquesta regió estratègica, Lucca va lluitar contra Pisa, Pisa va lluitar amb els genovesos, els milanesos van lluitar contra Mòdena i els florentins van fer la guerra contra tots. Si bé els genovesos van aconseguir controlar La Spezia, Lerici, Sarzana i bona part de la costa litoral des de Cinque Terre fins a l'antiga Luni, els milanesos van prendre parts del nord de Lunigiana. Mentrestant, algunes poblacions lunigianes del nord-est van passar sota el control de Parma o de Mòdena. No obstant això, les parts més estratègiques de l'antiga Lunigiana van començar a passar sota el control de l'estat florentí a principis del segle xv. A la segona meitat d'aquell segle, la possessió toscana de la major part de Lunigiana estava assegurada amb la incorporació de Fivizzano i el seu vast territori a l'estat toscà. Amb la unificació italiana a mitjan segle xix, la major part de Lunigiana, tot i que es va dividir durant segles entre els ducats i les ciutats estat del país d'Itàlia en conflicte, va entrar al nou Regne d'Itàlia com a part de la Toscana pròpiament dita.